# Walter Araujo Zin
Walter Araujo Zin (Rio de Janeiro, 16 de junho de 1952) é um pesquisador brasileiro, membro titular da Academia Brasileira de Ciências na área de Ciências Biomédicas desde 28/04/1999. É médico e membro titular da Academia Nacional de Medicina.
Foi presidente da Federação de Sociedades de Biologia Experimental (FeSBE) de 2011 a 2015 
Foi condecorado na Ordem Nacional do Mérito Científico.